# Dodecahedron (album)
Dodecahedron je debitantski studijski album nizozemskog avangardnog black metal-sastava Dodecahedron. Album je 20. siječnja 2012. godine objavila diskografska kuća Season of Mist Underground Activists.

## Popis pjesama
Tekstovi: M. Eikenaar, glazba: M. Nienhuis.
| 1.    | »Allfather«                                                    | 6:17  |
| 2.    | »I, Chronocrator«                                              | 7:27  |
| 3.    | »Vanitas«                                                      | 10:48 |
| 4.    | »Descending Jacob's Ladder«                                    | 5:04  |
| 5.    | »View from Hverfell I: Head Above the Heavens«                 | 4:17  |
| 6.    | »View from Hverfell II: Inside Omnipotent Chaos«               | 8:09  |
| 7.    | »View from Hverfell III: A Traveller of the Seed of the Earth« | 10:21 |
| 52:23 |                                                                |       |

## Zasluge
Dodecahedron
- Y. Terwisscha van Scheltinga – bas-gitara
- J. Barendregt – bubnjevi
- M. Nienhuis – gitara
- J. Bonis – gitara, elektronika
- M. Eikenaar – vokali, ilustracija